# رشيد كرامي

رشيد كرامي

رشيد عبد الحميد كرامي (30 ديسمبر 1921 - 1 يونيو 1987)، سياسي لبناني من مدينة طرابُلُس. شغل منصبَ رئيس الوزراء ثماني مرَّات (رقم قياسي)، كان أولها بين سبتمبر 1955 ومارس 1956، وآخرها من أبريل 1984 إلى اغتياله في يونيو 1987. اغتيل بتفجير طائرة عمودية عسكرية كان فيها. أدانت محكمة لبنانية في حِقْبة الوصاية السورية على لبنان سمير جعجع قائد القوات اللبنانية بتدبير الاغتيال وحُكِم عليه بالإعدام ثم بالسَّجن المؤبَّد إلى أن أطلق سَراحه سنة 2005. في حين اتهمَت أطراف أُخرى الرئيس السوري حافظ الأسد بتدبير الاغتيال. وينتمي رشيد كرامي إلى عائلة سياسية عريقة؛ وشغل والدُه وأخوه عمر منصبَ رئيس الوزراء.

## مناصبه

### رئاسة الحكومة
- بالفترة من 19 سبتمبر 1955 إلى 19 مارس 1956 في عهد الرئيس كميل شمعون.
- بالفترة من 24 سبتمبر 1958 إلى 14 مايو 1960 في عهد الرئيس فؤاد شهاب.
- بالفترة من 31 أكتوبر 1961 إلى 20 فبراير 1964 في عهد الرئيس فؤاد شهاب.
- بالفترة من 25 يوليو 1965 إلى 9 أبريل 1966 في عهد الرئيس شارل حلو.
- بالفترة من 6 ديسمبر 1966 إلى 8 فبراير 1968 في عهد الرئيس شارل حلو.
- بالفترة من 15 يناير 1969 إلى 13 أكتوبر 1970 في عهد الرئيس شارل حلو.
- بالفترة من 1 يوليو 1975 إلى 9 ديسمبر 1976 في عهد الرئيس سليمان فرنجية.
- بالفترة من 30 أبريل 1984 إلى 1 يونيو 1987 في عهد الرئيس أمين الجميّل. تحويل الحكومة اللبنانية (أبريل 1984)

### الوزارات
- وزير للعدلية في في حكومة الرئيس عبد الله اليافي في عهد الرئيس بشارة الخوري وذلك بالفترة من 7 يونيو 1951 ولغاية 11 فبراير 1952.
- وزير للاقتصاد ووزير للشؤون الاجتماعية في حكومة الرئيس عبد الله اليافي في عهد الرئيس كميل شمعون بالفترة من 16 أغسطس 1953 إلى 1 مارس 1954.

- وزير للاقتصاد ووزير للشؤون الاجتماعية في حكومة الرئيس عبد الله اليافي في عهد الرئيس كميل شمعون بالفترة من 1 مارس 1954 إلى 16 سبتمبر 1954

- وزير للاقتصاد الوطني ووزير للشؤون الاجتماعية في حكومة الرئيس سامي الصلح في عهد الرئيس كميل شمعون بالفترة من 16 سبتمبر 1954 إلى 9 يوليو 1955.
- وزير للاقتصاد الوطني ووزير للشؤون الاجتماعية في حكومة الرئيس سامي الصلح في عهد الرئيس كميل شمعون بالفترة من 9 يوليو 1955 إلى 19 سبتمبر 1955.
- وزير للتصميم العام ووزير للداخلية في حكومته في عهد الرئيس كميل شمعون وذلك في الفترة من 19 سبتمبر 1955 إلى 19 مارس 1965
- وزير للداخلية ووزير للدفاع الوطني في حكومته في عهد الرئيس فؤاد شهاب وذلك في الفترة من 24 سبتمبر 1958 إلى 14 أكتوبر 1958
- وزير للاقتصاد الوطني ووزير للأنباء ووزير للدفاع الوطني ووزيراً للمالية في حكومته في عهد الرئيس فؤاد شهاب وذلك من 14 أكتوبر 1958 إلى 7 أكتوبر 1959، وفي 7 أكتوبر 1959 أجري تعديل على الحكومة وأصبح به وزيرًا للدفاع الوطني ووزيرًا للمالية إضافة إلى رئاسته للحكومة وذلك إلى تاريخ 14 مايو 1960.
- وزير للمالية في حكومته في عهد الرئيس فؤاد شهاب في الفترة من 31 أكتوبر 1961 إلى 20 فبراير 1964.
- وزير للدفاع الوطني ووزير للمالية في حكومته في عهد الرئيس شارل حلو في الفترة من 25 يوليو 1965 إلى 21 ديسمبر 1965. وفي 21 ديسمبر 1965 أجري تعديل على الحكومة أصبح فيه وزيرًا للمالية مع توليه رئاسه الحكومة إلى 9 إبريل 1966.
- وزير للمالية في حكومته في عهد الرئيس شارل حلو من 6 ديسمبر 1966 إلى 8 فبراير 1968.
- وزير للخارجية والمغتربين في حكومته في عهد الرئيس شارل حلو من 15 يناير 1969 إلى 22 يناير 1969.
- وزير للمالية في حكومته في عهد الرئيس شارل حلو من 22 يناير 1969 إلى 25 نوفمبر 1969.
- وزير للمالية في حكومته في عهد الرئيس شارل حلو من 25 نوفمبر 1969 إلى 13 أكتوبر 1970.
- وزير للإعلام ووزير للدفاع الوطني ووزير للمالية في حكومته في عهد الرئيس سليمان فرنجية من 1 يوليو 1975 إلى 15 سبتمبر 1976.
- وزير للإسكان والتعاونيات ووزير للزراعة ووزير للسياحة في حكومته في عهد الرئيس سليمان فرنجية من 15 سبتمبر 1976 إلى 9 ديسمبر 1976.
- وزير للخارجية والمغتربين في حكومته في عهد الرئيس أمين الجميّل من 30 أبريل 1 يونيو 1987.

### عضو في مجلس النواب عن لبنان الشمالي
- في الدور التشريعي السابع من 1951 إلى 1953.
- في الدور التشريعي الثامن من 1953 إلى 1957.
- في الدور التشريعي التاسع من 1957 إلى 1960.
- في الدور التشريعي العاشر من 1960 إلى 1964.
- في الدور التشريعي الحادي عشر من 1964 إلى 1968.
- في الدور التشريعي الثاني عشر من 1968 إلى 1972.
- في الدور التشريعي الثالث عشر من 1972 إلى 1992. (لم تجر الانتخابات منذ عام 1972 وكان يُجَدَّدُ للبرلمان كل 4 سنوات وذلك بسبب صعوبة إجراء انتخابات جديدة بسبب الحرب الأهلية اللبنانية)

## اغتياله
في 1 يونيو 1987 اُغتيل رشيد كرامي على إثر تفجير مروحية عسكرية كان يستقلها وهي في طريقها إلى بيروت. وكان كرامي هو الوحيد الذي قُتل في الانفجار. ووردت أنباء عن إصابة وزير الداخلية عبد الله الراسي وما لا يقل عن ثلاثة من بين عشرات من مساعديه وأفراد طاقم الطائرة على متن المروحية. اتهم زعيم المليشيا المارونية سمير جعجع عام 1994 بارتكاب جريمة الاغتيال هذه. وتمت إدانته، وحكم عليه بالإعدام ثم بالسجن المؤبد قبل أن يطلق سراحه سنة 2005. دفن رشيد كرامي في مقبرة في حي باب الرمل بطرابلس.

## روابط خارجية
- رشيد كرامي على موقع الموسوعة البريطانية (الإنجليزية)
- رشيد كرامي على موقع مونزينجر (الألمانية)